# Сен-Медар (Верхняя Гаронна)
Сен-Меда́р (фр. Saint-Médard, окс. Sent Mesard) — коммуна во Франции, находится в регионе Юг — Пиренеи. Департамент — Верхняя Гаронна. Входит в состав кантона Сен-Мартори. Округ коммуны — Сен-Годенс.
Код INSEE коммуны — 31504.

## География

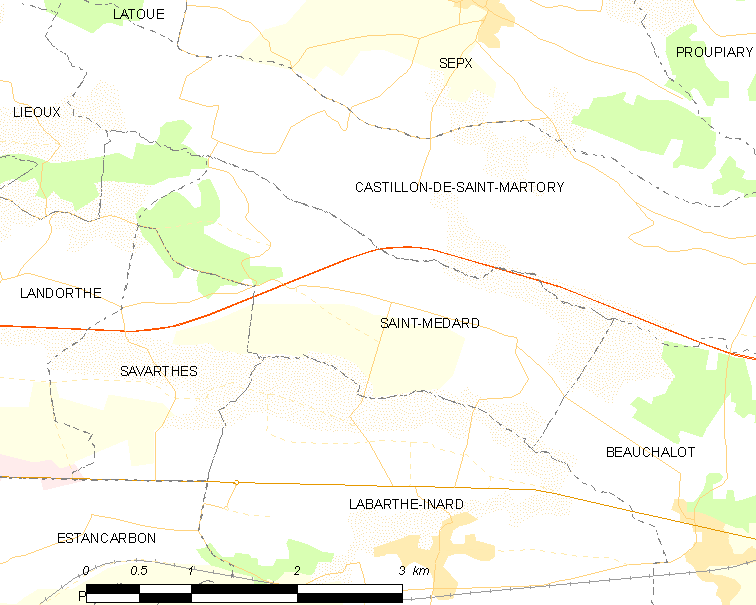
Карта коммуны

Коммуна расположена приблизительно в 650 км к югу от Парижа, в 75 км к юго-западу от Тулузы.

## Климат
Климат умеренно-океанический. Зима мягкая и снежная, весна характеризуется сильными дождями и грозами, лето сухое и жаркое, осень солнечная. Преобладают сильные юго-восточные и северо-западные ветры.

## Население
Население коммуны на 2010 год составляло 210 человек.
| 1962 | 1968 | 1975 | 1982 | 1990 | 1999 | 2010 |
| ---- | ---- | ---- | ---- | ---- | ---- | ---- |
| 140  | 148  | 154  | 185  | 232  | 235  | 210  |

## Экономика
В 2010 году среди 129 человек трудоспособного возраста (15—64 лет) 96 были экономически активными, 33 — неактивными (показатель активности — 74,4 %, в 1999 году было 63,7 %). Из 96 активных жителей работали 90 человек (48 мужчин и 42 женщины), безработных было 6 (1 мужчина и 5 женщин). Среди 33 неактивных 5 человек были учениками или студентами, 16 — пенсионерами, 12 были неактивными по другим причинам.